# KAA Gent in het seizoen 2004/05
Dit artikel beschrijft de prestaties van de Belgische voetbalclub KAA Gent in het seizoen 2004-2005.

## Gebeurtenissen

### Zomermercato
Op 18 mei 2004 stelde KAA Gent Georges Leekens voor als nieuwe hoofdtrainer voor het komende seizoen.
In juli 2004 werd de Congolees Ali Lukunku aangetrokken als nieuwe spits voor drie seizoenen. Enkele weken later moest de club echter al op zoek naar een vervanger, want Gent kreeg te horen dat Lukunku het ganse seizoen niet speelgerechtigd was omwille van een positieve dopingtest bij zijn vorige club Lille OSC. Ter vervanging werd de Algerijn Abdelmalek Cherrad voor één seizoen gehuurd van OGC Nice.
De jonge Nederlandse Marokkaan Mbark Boussoufa werd aangekocht van Chelsea. Daarnaast werden onder meer ook verdedigers Stephen Laybutt (Excelsior Moeskroen) en Nicolas Lombaerts (Club Brugge) aangeworven, middenvelders Wouter Vrancken (Sint-Truiden), Steve Cooreman (Germinal Beerschot), Mamar Mamouni (La Louvière) en Tim Matthys (KSV Sottegem) en spits Nordin Jbari (Cercle Brugge), die al eerder voor Gent uitkwam in het seizoen 1996/97.
Madjid Adjaoud, Jurgen Cavens, Patrick Dimbala, Ibrahima Fayé, Jimmy Hempte, Miljan Mrdaković, John Machethe, Jacky Peeters en Davy Theunis verlieten de club. Bart Goossens en Zézéto werden uitgeleend. Sandy Martens scheurde in augustus zijn rechterachillespees en miste daardoor een groot deel van het seizoen.

### Eerste competitiehelft
Het seizoen startte voor KAA Gent met de eerste voorronde van de Intertoto tegen het IJslandse Fylkir Reykjavík, die gewonnen werd met 2-1 (thuis) en 0-1 (uit). In de tweede voorronde verloren de Buffalo's het pleit tegen het Macedonische Vardar Skopje na strafschoppen. Dat betekende het einde van de Intertoto voor de Buffalo's voor dat seizoen.
De eerste competitiewedstrijd verloor Gent in eigen huis met 0-1 van Germinal Beerschot. De nederlaag zou later dat seizoen na een lange procedureslag omgezet worden in een 5-0 overwinning omdat Germinal Beerschot Daniel Cruz had opgesteld zonder arbeidsvergunning. Voorlopig moesten de Buffalo's het echter zonder punten stellen. Pas op de derde speeldag kon Gent voor het eerst winnen. Na drie opeenvolgende overwinningen was Gent na speeldag zeven opgerukt naar een gedeelde vierde plaats; rekening houdend met de drie punten uit de eerste speeldag zelfs op een met Anderlecht gedeelde tweede plaats. Ook de daaropvolgende wedstrijd, tegen KV Oostende, werd gewonnen ondanks een toenemend aantal door blessures onbeschikbare spelers. Gedurende de rest van de heenronde bleven de Buffalo's in de subtop van het klassement meedraaien. Een veelheid aan blessures bleef het werk van Leekens echter bemoeilijken. Begin november hield hij nog veertien fitte spelers over.
Op 16 november kregen de Buffalo's gelijk in de zaak-Cruz en wonnen ze dus drie punten, waardoor ze oprukten naar de derde plaats. Op 19 november 2004 werden Mustapha Oussalah en Abdelmalek Cherrad uit de club gezet wegens een vechtpartij enkele dagen voordien. Leekens zag het aantal beschikbare spelers dus nog eens met twee verminderen. Twee dagen later plaatste Gent zich niet zonder moeite voor de 1/8e finale van de Beker van België met een 2-1 zege tegen FC Brussels.
Twee dagen voor de wedstrijd van 27 november tegen Lokeren raakte ook Nicolas Lombaerts geblesseerd, waardoor Gent nog slechts twaalf fitte kernspelers overhield. Daarom werden de jeugdspelers Ludovic Buysens (18) en Erdinç Kurtulus (19) aan de kern toegevoegd. Met een aangepaste ploeg konden de Buffalo's niettemin de derby winnen met 3-1. De rest van de heenronde wist Gent zich ondanks de hoge blessurelast in de subtop van de rangschikking te handhaven. De heenronde werd afgesloten met een 2-1-nederlaag tegen Westerlo. Omdat David Paas het eerste doelpunt van Westerlo met de hand gescoord had en dit achteraf ook toegaf, overwoog Gent een klacht in te dienen maar deed dat uiteindelijk niet. De Buffalo's gingen daardoor de winterstop in op de vierde plaats.

### Wintermercato
Tijdens de wintertransferperiode trok de club onder meer keeper Zlatko Runje (Hajduk Split) aan, verdedigers Yngvar Håkonsen (FC Lyn Oslo), Damir Mirvić (FK Sarajevo) en Dario Smoje (NK Zagreb), en spits Mamadou Diop (Troyes AC). Middenvelder Davy De Beule werd transfervrij aangeworven nadat hij zijn contract bij KSC Lokeren had verbroken na een meningsverschil met het bestuur. Ali Lukunku was na de winterstop weer beschikbaar omdat zijn schorsing gehalveerd werd.
Matthias Geldof, Ivica Jaraković, Ersin Mehmedović, Hamad Ndikumana en Steven Ribus zochten andere oorden op.

### Slot van de competitie
De Buffalo's zetten 2005 in met een gelijkspel tegen Germinal Beerschot en enkele dagen later een overwinning voor de beker op het veld van Excelsior Moeskroen, waarmee ze zich plaatsten voor de kwartfinales. Daarna volgden een één op negen in de competitie en een 2-1-nederlaag tegen Lokeren in de heenmatch van de kwartfinales van de beker. Op 19 februari boekten de Gentenaars hun eerste competitieoverwinning van 2005 tegen KSK Beveren. Dat werd meteen de eerste van vijf opeenvolgende competitiezeges. Intussen verloren ze wel de terugwedstrijd voor de beker tegen Lokeren met 0-1 en zagen dus de halve finales aan zich voorbij gaan.
Midden maart liep Gent de kans mis om Alexandros Kaklamanos opnieuw in te lijven. De gewezen spits van Gent was eerder op het seizoen ontslagen bij Standard wegens cocaïnegebruik en zat daarvoor een schorsing uit die afloop op 15 maart. Hij kreeg een contract aangeboden bij KAA Gent, maar enkele dagen later besliste de voetbalbond dat hij de rest van het seizoen toch niet mocht spelen.
De reeks van vijf competitiezeges werd gevolgd door vier opeenvolgende wedstrijden zonder overwinning. De Buffalo's stonden daarmee op de zesde plaats in de rangschikking met nog vier wedstrijden te gaan. De laatste vier wedstrijden behaalden de Gentenaars negen punten op twaalf. Het seizoen werd daardoor afgesloten op de zesde plaats. Daarmee was Gent voor het komende seizoen opnieuw geplaatst voor de eerste voorronde van de Intertoto.

## Spelerskern
| Nr.           | Naam                   | Nationaliteit                                | Geboortedatum | Competitie | Competitie | Beker | Beker | Supercup | Supercup | Europees | Europees | Totaal | Totaal | Bij de club sinds | Vorige club                | Positie |
| Nr.           | Naam                   | Nationaliteit                                | Geboortedatum | W          |            | W     |       | W        |          | W        |          | W      |        | Bij de club sinds | Vorige club                | Positie |
| ------------- | ---------------------- | -------------------------------------------- | ------------- | ---------- | ---------- | ----- | ----- | -------- | -------- | -------- | -------- | ------ | ------ | ----------------- | -------------------------- | ------- |
| Keepers       |                        |                                              |               |            |            |       |       |          |          |          |          |        |        |                   |                            |         |
| 1             | Zlatko Runje(3)        | Vlag van Kroatië                             | 09-12-1979    | 2          | 0          | 0     | 0     | 0        | 0        | 0        | 0        | 2      | 0      | 2004              | Hajduk Split               | DM      |
| 23            | Frédéric Herpoel       | Vlag van België                              | 16-08-1974    | 31         | 0          | 4     | 0     | 0        | 0        | 4        | 0        | 39     | 0      | 1997              | RSC Anderlecht             | DM      |
| ?             | Sven Van Der Jeugt(2)  | Vlag van België                              | 17-09-1980    | 0          | 0          | 0     | 0     | 0        | 0        | 0        | 0        | 0      | 0      | 2004              | KSC Lokeren                | DM      |
| ?             | Olivier Van Impe       | Vlag van België                              | 03-12-1983    | 0          | 0          | 0     | 0     | 0        | 0        | 0        | 0        | 0      | 0      | 2000              | Eigen jeugd                | DM      |
| Verdedigers   |                        |                                              |               |            |            |       |       |          |          |          |          |        |        |                   |                            |         |
| 2             | Dario Smoje(3)         | Vlag van Kroatië                             | 19-09-1978    | 17         | 3          | 3     | 0     | 0        | 0        | 0        | 0        | 20     | 3      | 2005              | NK Zagreb                  | CV      |
| 3             | Damir Mirvić(3)        | Vlag van Bosnië en Herzegovina               | 30-11-1982    | 17         | 0          | 3     | 0     | 0        | 0        | 0        | 0        | 20     | 0      | 2005              | FK Sarajevo                | CV      |
| 3             | Hamad Ndikumana(2)     | Vlag van Rwanda                              | 05-10-1978    | 2          | 0          | 0     | 0     | 0        | 0        | 1        | 0        | 3      | 0      | 2003              | KV Mechelen                | RB      |
| 4             | Tjörven De Brul        | Vlag van België                              | 22-06-1973    | 13         | 1          | 2     | 0     | 0        | 0        | 0        | 0        | 15     | 1      | 2003              | Club Brugge                | CV      |
| 6             | Nicolas Lombaerts      | Vlag van België                              | 20-03-1985    | 12         | 0          | 1     | 0     | 0        | 0        | 0        | 0        | 13     | 0      | 2004              | Club Brugge                | CV; LB  |
| 7             | Stephen Laybutt        | Vlag van Australië                           | 03-09-1977    | 30         | 1          | 4     | 0     | 0        | 0        | 2        | 0        | 36     | 1      | 2004              | Excelsior Moeskroen        | CV; LB  |
| 12            | David Van Hoyweghen    | Vlag van België                              | 20-03-1976    | 11         | 0          | 0     | 0     | 0        | 0        | 4        | 0        | 15     | 0      | 2002              | Eendracht Aalst            | CV      |
| 13            | Philippe Buysens       | Vlag van België                              | 16-02-1985    | 7          | 0          | 0     | 0     | 0        | 0        | 1        | 0        | 0      | 0      | 2004              | Eigen jeugd                | CV      |
| 14            | Björn De Coninck       | Vlag van België                              | 20-07-1977    | 6          | 1          | 0     | 0     | 0        | 0        | 1        | 0        | 7      | 1      | 2004              | KVC Westerlo               | LB      |
| 15            | Matthias Geldof(2)     | Vlag van België                              | 09-10-1985    | 4          | 0          | 0     | 0     | 0        | 0        | 0        | 0        | 4      | 0      | 2004              | Eigen jeugd                | CV      |
| 15            | Yngvar Håkonsen(3)     | Vlag van Noorwegen                           | 29-01-1978    | 13         | 0          | 2     | 0     | 0        | 0        | 0        | 0        | 15     | 0      | 2005              | FC Lyn Oslo                | LB      |
| 21            | Jacky Peeters(1)       | Vlag van België                              | 13-12-1969    | 3          | 0          | 0     | 0     | 0        | 0        | 4        | 0        | 7      | 0      | 2000              | Arminia Bielefeld          | CV, RB  |
| 22            | Ersin Mehmedović(2)    | Vlag van Servië                              | 10-05-1981    | 0          | 0          | 0     | 0     | 0        | 0        | 2        | 0        | 2      | 0      | 2002              | KV Mechelen (uitleenbasis) | CV      |
| 24            | Ludovic Buysens(3)     | Vlag van België                              | 13-03-1986    | 3          | 0          | 0     | 0     | 0        | 0        | 0        | 0        | 3      | 0      | 2004              | Eigen jeugd                | CV      |
| 24            | Mustapha Oussalah(2)   | Vlag van België · Vlag van Marokko           | 19-02-1982    | 3          | 0          | 0     | 0     | 0        | 0        | 2        | 0        | 5      | 0      | 2004              | Standard Luik              | LB      |
| 26            | Erdinç Kurtulus(3)     | Vlag van België                              | 25-11-1985    | 10         | 0          | 0     | 0     | 0        | 0        | 0        | 0        | 10     | 0      | 2005              | Eigen jeugd                | RB      |
| ?             | Bart Goossens(1)       | Vlag van België                              | 05-01-1985    | 0          | 0          | 0     | 0     | 0        | 0        | 2        | 0        | 2      | 0      | 2003              | Eigen jeugd                | RB      |
| Middenvelders |                        |                                              |               |            |            |       |       |          |          |          |          |        |        |                   |                            |         |
| 8             | Matthieu Verschuere    | Vlag van Frankrijk                           | 08-02-1972    | 26         | 1          | 3     | 0     | 0        | 0        | 4        | 0        | 33     | 1      | 2001              | CS Sedan                   | CVM     |
| 9             | Mbark Boussoufa        | Vlag van Nederland · Vlag van Marokko        | 15-08-1984    | 29         | 5          | 4     | 0     | 0        | 0        | 0        | 0        | 33     | 5      | 2004              | Chelsea                    | CAM; LV |
| 10            | Steven Ribus(2)        | Vlag van België                              | 22-07-1978    | 9          | 0          | 0     | 0     | 0        | 0        | 4        | 2        | 13     | 2      | 2002              | KV Mechelen                | LM      |
| 13            | Madjid Adjaoud(1)      | Vlag van Frankrijk · Vlag van Algerije       | 23-08-1971    | 1          | 0          | 0     | 0     | 0        | 0        | 3        | 0        | 4      | 0      | 2003              | CS Sedan                   | CM      |
| 16            | Steve Cooreman         | Vlag van België                              | 29-12-1976    | 23         | 2          | 4     | 1     | 0        | 0        | 2        | 0        | 29     | 3      | 2004              | Germinal Beerschot         | RM      |
| 19            | Mamar Mamouni          | Vlag van Algerije                            | 28-02-1976    | 29         | 2          | 4     | 0     | 0        | 0        | 1        | 0        | 34     | 2      | 2004              | La Louvière                | CVM     |
| 20            | Wouter Vrancken        | Vlag van België                              | 03-02-1979    | 30         | 2          | 4     | 1     | 0        | 0        | 2        | 0        | 36     | 3      | 2004              | Sint-Truiden               | CVM     |
| 21            | Davy De Beule(3)       | Vlag van België                              | 07-11-1981    | 15         | 3          | 3     | 1     | 0        | 0        | 0        | 0        | 18     | 4      | 2005              | KSC Lokeren                | RM      |
| 26            | Segun Atere(2)         | Vlag van Nigeria                             | 02-11-1985    | 0          | 0          | 0     | 0     | 0        | 0        | 0        | 0        | 0      | 0      | 2003              | Shooting Stars FC          |         |
| 27            | Tim Matthys            | Vlag van België                              | 23-12-1983    | 24         | 5          | 4     | 0     | 0        | 0        | 0        | 0        | 28     | 5      | 2004              | KSV Sottegem               | RM      |
| 22            | Steve De Ridder        | Vlag van België                              | 25-02-1987    | 0          | 0          | 0     | 0     | 0        | 0        | 0        | 0        | 0      | 0      | 2004              | Eigen jeugd                | CAM; SP |
| ?             | Ivica Jaraković(2)     | Vlag van Servië                              | 11-06-1978    | 12         | 2          | 1     | 0     | 0        | 0        | 3        | 0        | 16     | 2      | 2003              | RSC Anderlecht             |         |
| Aanvallers    |                        |                                              |               |            |            |       |       |          |          |          |          |        |        |                   |                            |         |
| 5             | Maboula Ali Lukunku    | Vlag van Frankrijk · Vlag van Congo-Kinshasa | 14-04-1976    | 4          | 0          | 1     | 0     | 0        | 0        | 0        | 0        | 5      | 0      | 2004              | Lille OSC                  | SP      |
| 11            | Sandy Martens          | Vlag van België                              | 23-12-1972    | 3          | 1          | 0     | 0     | 0        | 0        | 4        | 1        | 7      | 2      | 2004              | Club Brugge                | SP; RB  |
| 18            | Nordin Jbari           | Vlag van België                              | 05-02-1975    | 25         | 6          | 4     | 1     | 0        | 0        | 2        | 0        | 31     | 7      | 2004              | Cercle Brugge              | SP      |
| 22            | Mamadou Diop(3)        | Vlag van Senegal · Vlag van Frankrijk        | 01-02-1984    | 12         | 0          | 0     | 0     | 0        | 0        | 0        | 0        | 12     | 0      | 2005              | Troyes AC                  | SP      |
| 26            | Abdelmalek Cherrad(2)  | Vlag van Algerije                            | 14-01-1981    | 6          | 2          | 0     | 0     | 0        | 0        | 0        | 0        | 6      | 2      | 2004              | OGC Nice                   | SP      |
| 30            | Benjamin Marechal(2)   | Vlag van België                              | 02-05-1983    | 2          | 0          | 0     | 0     | 0        | 0        | 0        | 0        | 2      | 0      | 2004              | RFC Luik                   |         |
| ?             | Jonathan Constancia(1) | Vlag van Curaçao · Vlag van Nederland        | 20-03-1986    | 0          | 0          | 0     | 0     | 0        | 0        | 2        | 0        | 2      | 0      | 2003              | Eigen jeugd                | SP      |
| ?             | Jurgen Cavens(1)       | Vlag van België                              | 19-08-1978    | 0          | 0          | 0     | 0     | 0        | 0        | 2        | 0        | 2      | 0      | 2004              | Standard Luik              | SP      |

DM: Doelman, RB: Rechtsback, CV: Centrale verdediger, LB: Linksback, CVM: Verdedigende middenvelder, CM: Centrale middenvelder, RM: Rechtsmidden, LM: Linksmidden, CAM: Aanvallende middenvelder, RV: Rechter vleugelspits, LV: Linker vleugelspits, CA: Hangende spits, SP: Diepste spits, : Aanvoerder

(1): verliet de club tijdens de zomertransferperiode (zie verder) maar speelde er in het begin van het seizoen nog enkele wedstrijden

(2): enkel eerste seizoenshelft bij KAA Gent; zie wintertransfers uitgaand

(3): enkel tweede seizoenshelft bij KAA Gent; zie wintertransfers inkomend

## Technische staf
| Functie            | Naam                  | Nationaliteit |
| ------------------ | --------------------- | ------------- |
| Hoofdtrainer/coach | Georges Leekens       | België        |
| Assistent-coach    | Freddy Heirman        | België        |
| Assistent-coach    | Etienne De Wispelaere | België        |
| Keeperstrainer     | Danny Vandevelde      | België        |

## Transfers

### ingaand
| Naam                | Land                                  | Positie | Van                 | Type             |       |
| zomer               | zomer                                 | zomer   | zomer               | zomer            | zomer |
| ------------------- | ------------------------------------- | ------- | ------------------- | ---------------- | ----- |
| Mbark Boussoufa     | Vlag van Nederland · Vlag van Marokko | M       | Chelsea             | Aankoop          |       |
| Philippe Buysens    | Vlag van België                       | V       | Eigen jeugd         | Overdracht jeugd |       |
| Abdelmalek Cherrad  | Vlag van Algerije                     | A       | OGC Nice            | Huur             |       |
| Steve Cooreman      | Vlag van België                       | M       | Germinal Beerschot  | Transfervrij     |       |
| Björn De Coninck    | Vlag van België                       | V       | KVC Westerlo        | Transfervrij     |       |
| Steve De Ridder     | Vlag van België                       | M       | Eigen jeugd         | Overdracht jeugd |       |
| Matthias Geldof     | Vlag van België                       | V       | Eigen jeugd         | Overdracht jeugd |       |
| Nordin Jbari        | Vlag van België                       | A       | Cercle Brugge       | Transfervrij     |       |
| Stephen Laybutt     | Vlag van Australië                    | V       | Excelsior Moeskroen | Transfervrij     |       |
| Nicolas Lombaerts   | Vlag van België                       | V       | Club Brugge         | Transfervrij     |       |
| Maboula Ali Lukunku | Vlag van Congo-Kinshasa               | A       | Lille OSC           | Aankoop          |       |
| Mamar Mamouni       | Vlag van Algerije                     | M       | La Louvière         | Transfervrij     |       |
| Benjamin Marechal   | Vlag van België                       | A       | RFC Luik            | Transfervrij     |       |
| Tim Matthys         | Vlag van België                       | M       | KSV Sottegem        | Transfervrij     |       |
| Ersin Mehmedović    | Vlag van Servië                       | V       | KV Mechelen         | Einde huur       |       |
| Sven Van Der Jeugt  | Vlag van België                       | DM      | KSC Lokeren         | Transfervrij     |       |
| Wouter Vrancken     | Vlag van België                       | M       | Sint-Truiden        |                  |       |
| winter              |                                       |         |                     |                  |       |
| Davy De Beule       | Vlag van België                       | M       | KSC Lokeren         | Transfervrij     |       |
| Ludovic Buysens     | Vlag van België                       | V       | Eigen jeugd         | Overdracht jeugd |       |
| Mamadou Diop        | Vlag van Senegal · Vlag van Frankrijk | A       | Troyes AC           | Transfervrij     |       |
| Yngvar Håkonsen     | Vlag van Noorwegen                    | V       | FC Lyn Oslo         | Transfervrij     |       |
| Damir Mirvić        | Vlag van Bosnië en Herzegovina        | V       | FK Sarajevo         | Transfervrij     |       |
| Dario Smoje         | Vlag van Kroatië                      | V       | NK Zagreb           |                  |       |
| Zlatko Runje        | Vlag van Kroatië                      | DM      | Hajduk Split        | Transfervrij     |       |
| Erdinç Kurtulus     | Vlag van België                       | V       | Eigen jeugd         | Overdracht jeugd |       |

### Uitgaand
| Naam                | Land                                   | Positie | Naar                 | Type               |       |
| zomer               | zomer                                  | zomer   | zomer                | zomer              | zomer |
| ------------------- | -------------------------------------- | ------- | -------------------- | ------------------ | ----- |
| Madjid Adjaoud      | Vlag van Frankrijk · Vlag van Algerije | M       | ASOA Valence         | Contract verbroken |       |
| Frédérique Autekie  | Vlag van België                        | DM      | Standaard Wetteren   |                    |       |
| Rabiu Baita         | Vlag van Nigeria                       | A       | Paris Saint-Germain  | Einde huur         |       |
| Jurgen Cavens       | Vlag van België                        | A       | Standard Luik        | Einde huur         |       |
| Jonathan Constancia | Vlag van Curaçao · Vlag van Nederland  | A       | Heracles Almelo      | Huur               |       |
| Wim De Decker       | Vlag van België                        | M       | Germinal Beerschot   | Transfervrij       |       |
| Emmerik De Vriese   | Vlag van België                        | M       | sc Heerenveen        | Transfervrij       |       |
| Patrick Dimbala     | Vlag van Congo-Kinshasa                | A       | Excelsior Moeskroen  | Transfervrij       |       |
| Dennis Duinslaeger  | Vlag van België                        | DM      | Excelsior Moeskroen  | Einde huur         |       |
| Ibrahima Fayé       | Vlag van Senegal                       | V       | SM Caen              | Transfervrij       |       |
| Bart Goossens       | Vlag van België                        | V       | VW Hamme             | Huur               |       |
| Jimmy Hempte        | Vlag van België                        | V       | Excelsior Moeskroen  |                    |       |
| Petros Konnafis     | Vlag van Cyprus                        | V       | Omonia Nicosia       | Transfervrij       |       |
| Miljan Mrdaković    | Vlag van Servië                        | A       | OFK Beograd          | Transfervrij       |       |
| John Machethe       | Vlag van Kenia                         | M       | Germinal Beerschot   |                    |       |
| Robert Mambo Mumba  | Vlag van Kenia                         | M       | Örebro SK            | Transfervrij       |       |
| Jacky Peeters       | Vlag van België                        | V       | Heusden-Zolder       | Transfervrij       |       |
| Davy Theunis        | Vlag van België                        | M       | FC Brussels          | Transfervrij       |       |
| Anthony Timo        | Vlag van België                        | A       | SC Wielsbeke         |                    |       |
| Zézéto              | Vlag van Ivoorkust                     | A       | FC Brussels          | Huur               |       |
| winter              |                                        |         |                      |                    |       |
| Segun Atere         | Vlag van Nigeria                       | M       | KFC Evergem-Center   | Transfervrij       |       |
| Abdelmalek Cherrad  | Vlag van Algerije                      | A       | OGC Nice             | Einde huur         |       |
| Matthias Geldof     | Vlag van België                        | V       | KV Red Star Waasland | Transfervrij       |       |
| Ivica Jaraković     | Vlag van Servië                        | M       | Zulte-Waregem        |                    |       |
| Benjamin Marechal   | Vlag van België                        | A       | KSK Ronse            | Transfervrij       |       |
| Ersin Mehmedović    | Vlag van Servië                        | V       | -                    | Contract ontbonden |       |
| Hamad Ndikumana     | Vlag van Rwanda                        | V       | Rayon Sports         | Transfervrij       |       |
| Mustapha Oussalah   | Vlag van België · Vlag van Marokko     | V       | Standard Luik        | Einde huur         |       |
| Steven Ribus        | Vlag van België                        | M       | KV Mechelen          |                    |       |
| Sven Van Der Jeugt  | Vlag van België                        | DM      | Zulte-Waregem        | Transfervrij       |       |

## Oefenwedstrijden
| Datum      | Thuisploeg              | Uitslag | Uitploeg         |
| ---------- | ----------------------- | ------- | ---------------- |
| 07/07/2004 | FC Zelzate              | 1-13    | KAA Gent         |
| 13/07/2004 | KV Red Star Waasland    | 0-0     | KAA Gent         |
| 17/07/2004 | VC Eendracht Aalst 2002 | 0-4     | KAA Gent         |
| 21/07/2004 | RKC Waalwijk            | 1-0     | KAA Gent         |
| 22/07/2004 | KFC Evergem-Center      | 1-2     | KAA Gent         |
| 24/07/2004 | SV Zulte Waregem        | 2-2     | KAA Gent         |
| 24/07/2004 | Standaard Wetteren      | 2-1     | KAA Gent         |
| 27/07/2004 | KMSK Deinze             | 0-4     | KAA Gent         |
| 28/07/2004 | KV Eendracht Aalter     | 0-7     | KAA Gent         |
| 31/07/2004 | KAA Gent                | 0-1     | AEL Limasol      |
| 01/08/2004 | FC Denderleeuw EH       | 1-4     | KAA Gent         |
| 03/08/2004 | KSK De Jeugd Lovendegem | 0-4     | KAA Gent         |
| 08/01/2005 | KAA Gent                | 1-2     | Alemannia Aachen |
| 11/01/2005 | KSK Maldegem            | 0-2     | KAA Gent         |
| 04/05/2005 | Standaard Wetteren      | 4-1     | KAA Gent         |

## Jupiler Pro League

### Wedstrijden
| Jupiler Pro League                                             |                                                                    |                     |                             | |                                                        |
| Wedstrijddetails                                               | Thuisploeg                                                         | Uitslag             | Uitploeg                    | Opstelling | Kaarten                                                |
| Heenronde                                                      |                                                                    |                     |                             | |                                                        |
| 7 augustus 2004 20:00 Jules Ottenstadion Gent                  | KAA Gent                                                           | 5-0 (forfait)       | Germinal Beerschot          | |                                                        |
| 7 augustus 2004 20:00 Jules Ottenstadion Gent                  |                                                                    |                     |                             | |                                                        |
| 15 augustus 2004 20:00 Jan Breydelstadion Brugge               | Club Brugge                                                        | 5-0                 | KAA Gent                    | Herpoel Ndikumana (66' Marechal), Peeters, Van Hoyweghen, Laybutt, Lombaerts Cooreman, Verschuere, Vrancken Jbari, Martens (19' Adjaoud)                | 22' Lombaerts 53' Jbari                                |
| 15 augustus 2004 20:00 Jan Breydelstadion Brugge               | Balaban 20' Verheyen 40' Simons (pen.) 66' Simões 70' Cornelis 90' | 1-0 2-0 3-0 4-0 5-0 |                             | Herpoel Ndikumana (66' Marechal), Peeters, Van Hoyweghen, Laybutt, Lombaerts Cooreman, Verschuere, Vrancken Jbari, Martens (19' Adjaoud)                | 22' Lombaerts 53' Jbari                                |
| 21 augustus 2004 20:00 Jules Ottenstadion Gent                 | KAA Gent                                                           | 2-1                 | RAEC Mons                   | Herpoel Peeters, Van Hoyweghen, Laybutt, De Coninck Cooreman, Mamouni, Verschuere (89' Ndikumana), Ribus (74' Vrancken) Jbari, Cherrad (82' Jaraković)  | 24' Laybutt 83' Cooreman                               |
| 21 augustus 2004 20:00 Jules Ottenstadion Gent                 | Cherrad 5' Cooreman 57'                                            | 1-0 1-1 2-1         | 15' Babatunde               | Herpoel Peeters, Van Hoyweghen, Laybutt, De Coninck Cooreman, Mamouni, Verschuere (89' Ndikumana), Ribus (74' Vrancken) Jbari, Cherrad (82' Jaraković)  | 24' Laybutt 83' Cooreman                               |
| 28 augustus 2004 20:00 Constant Vanden Stockstadion Anderlecht | RSC Anderlecht                                                     | 2-0                 | KAA Gent                    | Herpoel Peeters, Van Hoyweghen (72' De Brul), Laybutt, Lombaerts, De Coninck Cooreman (87' Matthys), Mamouni, Verschuere Jbari (83' Jaraković), Cherrad | 46' Laybutt 71' Jbari                                  |
| 28 augustus 2004 20:00 Constant Vanden Stockstadion Anderlecht | Jestrovic 35' Iachtchouk 65'                                       | 1-0 2-0             |                             | Herpoel Peeters, Van Hoyweghen (72' De Brul), Laybutt, Lombaerts, De Coninck Cooreman (87' Matthys), Mamouni, Verschuere Jbari (83' Jaraković), Cherrad | 46' Laybutt 71' Jbari                                  |
| 11 september 2004 20:00 Jules Ottenstadion Gent                | KAA Gent                                                           | 2-1                 | Sint-Truiden                | Herpoel Van Hoyweghen, Vrancken, Lombaerts, De Coninck Cooreman, Mamouni, Verschuere, Boussoufa Jbari, Cherrad (55' Jaraković)                          | 65' Vrancken 81' De Coninck                            |
| 11 september 2004 20:00 Jules Ottenstadion Gent                | Kalisa (own) 14' Jbari 80'                                         | 1-0 2-0 2-1         | 85' Caers                   | Herpoel Van Hoyweghen, Vrancken, Lombaerts, De Coninck Cooreman, Mamouni, Verschuere, Boussoufa Jbari, Cherrad (55' Jaraković)                          | 65' Vrancken 81' De Coninck                            |
| 19 september 2004 15:00 Freethielstadion Beveren               | KSK Beveren                                                        | 1-2                 | KAA Gent                    | Herpoel Van Hoyweghen, De Brul, Laybutt, Lombaerts Cooreman, Mamouni, Verschuere, Ribus (80' Geldof) Jbari, Boussoufa                                   | 39' Mamouni                                            |
| 19 september 2004 15:00 Freethielstadion Beveren               | Tokpa 26'                                                          | 1-0 1-1 1-2         | 44' Verschuere 50' Cooreman | Herpoel Van Hoyweghen, De Brul, Laybutt, Lombaerts Cooreman, Mamouni, Verschuere, Ribus (80' Geldof) Jbari, Boussoufa                                   | 39' Mamouni                                            |
| 25 september 2004 20:00 Le Canonnier Moeskroen                 | Excelsior Moeskroen                                                | 0-2                 | KAA Gent                    | Herpoel De Brul, Laybutt, Lombaerts (70' Van Hoyweghen), De Coninck Cooreman, Mamouni, Verschuere, Vrancken Jbari (12' Matthys), Boussoufa              | 33' Vrancken 51' Cooreman                              |
| 25 september 2004 20:00 Le Canonnier Moeskroen                 |                                                                    | 0-1 0-2             | 48' Mamouni 76' Boussoufa   | Herpoel De Brul, Laybutt, Lombaerts (70' Van Hoyweghen), De Coninck Cooreman, Mamouni, Verschuere, Vrancken Jbari (12' Matthys), Boussoufa              | 33' Vrancken 51' Cooreman                              |
| 2 oktober 2004 20:00 Jules Ottenstadion Gent                   | KAA Gent                                                           | 2-1                 | KV Oostende                 | Herpoel Van Hoyweghen, De Brul, Laybutt, Lombaerts, De Coninck (89' Geldof) Verschuere, Mamouni, Vrancken Boussoufa, Jaraković (73' Matthys)            | 12' Laybutt 61' De Brul 67' Verschuere 79' De Coninck  |
| 2 oktober 2004 20:00 Jules Ottenstadion Gent                   | De Coninck 5' Vrancken 58'                                         | 1-0 1-1 2-1         | 44' Nijs                    | Herpoel Van Hoyweghen, De Brul, Laybutt, Lombaerts, De Coninck (89' Geldof) Verschuere, Mamouni, Vrancken Boussoufa, Jaraković (73' Matthys)            | 12' Laybutt 61' De Brul 67' Verschuere 79' De Coninck  |
| 16 oktober 2004 20:00 Herman Vanderpoortenstadion Lier         | Lierse SK                                                          | 3-2                 | KAA Gent                    | Herpoel Van Hoyweghen, Laybutt, Lombaerts, Ribus (64' Geldof (86' Jaraković)) Cooreman, Verschuere, Mamouni (58' Matthys), Vrancken Boussoufa, Cherrad  | 32' Van Hoyweghen 38' Mamouni 56' Cherrad 92' Cooreman |
| 16 oktober 2004 20:00 Herman Vanderpoortenstadion Lier         | Delorge 29' Delorge 70' Thompson 87'                               | 1-0 2-0 2-1 3-1 3-2 | 79' Boussoufa 90' Jaraković | Herpoel Van Hoyweghen, Laybutt, Lombaerts, Ribus (64' Geldof (86' Jaraković)) Cooreman, Verschuere, Mamouni (58' Matthys), Vrancken Boussoufa, Cherrad  | 32' Van Hoyweghen 38' Mamouni 56' Cherrad 92' Cooreman |
| 23 oktober 2004 20:00 Jules Ottenstadion Gent                  | KAA Gent                                                           | 3-1                 | Sporting Charleroi          | Herpoel Van Hoyweghen, Laybutt, Lombaerts Cooreman, Verschuere, Mamouni, Vrancken Boussoufa, Cherrad (80' Oussalah), Jbari (51' Matthys)                | 42' Verschuere 84' Lombaerts                           |
| 23 oktober 2004 20:00 Jules Ottenstadion Gent                  | Lokembo (own) 22' Kargbo (own) 39' Boussoufa 68'                   | 1-0 1-1 2-1 3-1     | 31' Brogno (pen.)           | Herpoel Van Hoyweghen, Laybutt, Lombaerts Cooreman, Verschuere, Mamouni, Vrancken Boussoufa, Cherrad (80' Oussalah), Jbari (51' Matthys)                | 42' Verschuere 84' Lombaerts                           |
| 31 oktober 2004 15:00 Jan Breydelstadion Brugge                | Cercle Brugge                                                      | 2-1                 | KAA Gent                    | Herpoel Van Hoyweghen, Laybutt, Vrancken Cooreman (89' Marechal), Verschuere, Mamouni, Ribus (88' Geldof) Jaraković (73' Matthys), Cherrad, Boussoufa   | 67' Cherrad 84' Mamouni 88' Ribus                      |
| 31 oktober 2004 15:00 Jan Breydelstadion Brugge                | Dekelver 72' De Smet 74'                                           | 0-1 1-1 2-1         | 7' Cherrad                  | Herpoel Van Hoyweghen, Laybutt, Vrancken Cooreman (89' Marechal), Verschuere, Mamouni, Ribus (88' Geldof) Jaraković (73' Matthys), Cherrad, Boussoufa   | 67' Cherrad 84' Mamouni 88' Ribus                      |
| 7 november 2004 15:00 Jules Ottenstadion Gent                  | KAA Gent                                                           | 3-0                 | FC Brussels                 | Herpoel Van Hoyweghen (67' P. Buysens), Laybutt, Lombaerts, Oussalah Cooreman, Vrancken, Verschuere Jaraković, Boussoufa, Matthys (88' Ribus)           | 66' Boussoufa 84' Laybutt                              |
| 7 november 2004 15:00 Jules Ottenstadion Gent                  | Matthys 33' Matthys 78' Matthys 79'                                | 1-0 2-0 3-0         |                             | Herpoel Van Hoyweghen (67' P. Buysens), Laybutt, Lombaerts, Oussalah Cooreman, Vrancken, Verschuere Jaraković, Boussoufa, Matthys (88' Ribus)           | 66' Boussoufa 84' Laybutt                              |
| 10 november 2004 20:00 Fenixstadion Genk                       | KRC Genk                                                           | 1-1                 | KAA Gent                    | Herpoel Mamouni, Laybutt, Lombaerts, Oussalah Cooreman, Vrancken, Verschuere (86' P. Buysens) Jaraković, Boussoufa, Matthys (82' Ribus)                 | 23' Mamouni 32' Cooreman 69' Oussalah 74' Mamouni      |
| 10 november 2004 20:00 Fenixstadion Genk                       | de Camargo 64'                                                     | 1-0 1-1             | 78' Matthys                 | Herpoel Mamouni, Laybutt, Lombaerts, Oussalah Cooreman, Vrancken, Verschuere (86' P. Buysens) Jaraković, Boussoufa, Matthys (82' Ribus)                 | 23' Mamouni 32' Cooreman 69' Oussalah 74' Mamouni      |
| 27 november 2004 20:00 Jules Ottenstadion Gent                 | KAA Gent                                                           | 3-1                 | KSC Lokeren                 | Herpoel Kurtulus, De Brul, Laybutt, Ribus Mamouni, Vrancken, Verschuere (49' P. Buysens) Boussoufa, Jbari, Matthys (55' Jaraković)                      | 54' Mamouni                                            |
| 27 november 2004 20:00 Jules Ottenstadion Gent                 | Boussoufa 8' Mamouni 22' Jaraković 80'                             | 1-0 2-0 2-1 3-1     | 43' Hendrikx                | Herpoel Kurtulus, De Brul, Laybutt, Ribus Mamouni, Vrancken, Verschuere (49' P. Buysens) Boussoufa, Jbari, Matthys (55' Jaraković)                      | 54' Mamouni                                            |
| 4 december 2004 20:00 Stade Communal du Tivoli La Louvière     | La Louvière                                                        | 0-1                 | KAA Gent                    | Herpoel P. Buysens, De Brul, Laybutt Kurtulus (64' Ribus), Cooreman, Mamouni, Vrancken, Boussoufa (89' L. Buysens) Jbari, Jaraković                     | 25' Cooreman 82' Ribus                                 |
| 4 december 2004 20:00 Stade Communal du Tivoli La Louvière     |                                                                    | 0-1                 | 11' De Brul                 | Herpoel P. Buysens, De Brul, Laybutt Kurtulus (64' Ribus), Cooreman, Mamouni, Vrancken, Boussoufa (89' L. Buysens) Jbari, Jaraković                     | 25' Cooreman 82' Ribus                                 |
| 11 december 2004 20:00 Jules Ottenstadion Gent                 | KAA Gent                                                           | 1-1                 | Standard Luik               | Herpoel P. Buysens, De Brul, Laybutt Kurtulus, Cooreman, Verschuere (84' Ribus), Vrancken, Boussoufa Jbari, Jaraković (81' Matthys)                     | 41' Vrancken 70' Kurtulus 87' Ribus                    |
| 11 december 2004 20:00 Jules Ottenstadion Gent                 | Laybutt 33'                                                        | 1-0 1-1             | 42' Conceição (pen.)        | Herpoel P. Buysens, De Brul, Laybutt Kurtulus, Cooreman, Verschuere (84' Ribus), Vrancken, Boussoufa Jbari, Jaraković (81' Matthys)                     | 41' Vrancken 70' Kurtulus 87' Ribus                    |
| 18 december 2004 20:00 't Kuipje Westerlo                      | KVC Westerlo                                                       | 2-1                 | KAA Gent                    | Herpoel P. Buysens (82' L. Buysens), De Brul, Laybutt Kurtulus, Cooreman, Mamouni, Verschuere, Boussoufa Matthys, Jaraković                             | 25' Mamouni 60' Herpoel 73' P. Buysens                 |
| 18 december 2004 20:00 't Kuipje Westerlo                      | Paas 60' Mennes 74'                                                | 0-1 1-1 2-1         | 15' Matthys                 | Herpoel P. Buysens (82' L. Buysens), De Brul, Laybutt Kurtulus, Cooreman, Mamouni, Verschuere, Boussoufa Matthys, Jaraković                             | 25' Mamouni 60' Herpoel 73' P. Buysens                 |
| Terugronde                                                     |                                                                    |                     |                             | |                                                        |
| 15 januari 2005 20:00 Olympisch Stadion Antwerpen              | Germinal Beerschot                                                 | 0-0                 | KAA Gent                    | Herpoel Mirvić, Smoje, Laybutt, Håkonsen De Beule, Cooreman, Verschuere (68' Mamouni), Vrancken Matthys (79' Diop), Boussoufa                           | 25' Cooreman 66' Laybutt                               |
| 15 januari 2005 20:00 Olympisch Stadion Antwerpen              |                                                                    |                     |                             | Herpoel Mirvić, Smoje, Laybutt, Håkonsen De Beule, Cooreman, Verschuere (68' Mamouni), Vrancken Matthys (79' Diop), Boussoufa                           | 25' Cooreman 66' Laybutt                               |
| 23 januari 2005 15:00 Jules Ottenstadion Gent                  | KAA Gent                                                           | 0-1                 | Club Brugge                 | Herpoel Kurtulus, Mirvić, Smoje, Håkonsen De Beule, Mamouni, Verschuere (66' Matthys), Vrancken Jbari, Boussoufa                                        | 57' Jbari 77' Håkonsen                                 |
| 23 januari 2005 15:00 Jules Ottenstadion Gent                  |                                                                    | 0-1                 | 63' Lange                   | Herpoel Kurtulus, Mirvić, Smoje, Håkonsen De Beule, Mamouni, Verschuere (66' Matthys), Vrancken Jbari, Boussoufa                                        | 57' Jbari 77' Håkonsen                                 |
| 29 januari 2005 20:00 Stade Charles Tondreau Bergen            | RAEC Mons                                                          | 1-0                 | KAA Gent                    | Herpoel Mirvić, Smoje, Laybutt, Håkonsen De Beule (80' Diop), Cooreman, Verschuere (83' Mamouni), Vrancken Matthys (80' Lukunku), Boussoufa             |                                                        |
| 29 januari 2005 20:00 Stade Charles Tondreau Bergen            | Goussé 70'                                                         | 1-0                 |                             | Herpoel Mirvić, Smoje, Laybutt, Håkonsen De Beule (80' Diop), Cooreman, Verschuere (83' Mamouni), Vrancken Matthys (80' Lukunku), Boussoufa             |                                                        |
| 6 februari 2005 15:00 Jules Ottenstadion Gent                  | KAA Gent                                                           | 0-0                 | RSC Anderlecht              | Herpoel Mirvić, Smoje, Laybutt, Håkonsen Cooreman, Verschuere, Mamouni (37' Matthys), Vrancken Jbari (82' Lukunku), Boussoufa                           | 62' Håkonsen 77' Mirvić                                |
| 6 februari 2005 15:00 Jules Ottenstadion Gent                  |                                                                    |                     |                             | Herpoel Mirvić, Smoje, Laybutt, Håkonsen Cooreman, Verschuere, Mamouni (37' Matthys), Vrancken Jbari (82' Lukunku), Boussoufa                           | 62' Håkonsen 77' Mirvić                                |
| 26 februari 2005 20:00 Stayen Sint-Truiden                     | Sint-Truiden                                                       | 0-2                 | KAA Gent                    | Herpoel Mirvić, Smoje, Laybutt De Beule, Cooreman (88' Kurtulus), Vrancken, Mamouni, Boussoufa Jbari (85' Diop), Matthys (75' De Brul)                  | 22' Cooreman 77' Boussoufa                             |
| 26 februari 2005 20:00 Stayen Sint-Truiden                     |                                                                    | 0-1 0-2             | 10' Jbari 60' Jbari         | Herpoel Mirvić, Smoje, Laybutt De Beule, Cooreman (88' Kurtulus), Vrancken, Mamouni, Boussoufa Jbari (85' Diop), Matthys (75' De Brul)                  | 22' Cooreman 77' Boussoufa                             |
| 19 februari 2005 20:00 Jules Ottenstadion Gent                 | KAA Gent                                                           | 1-0                 | KSK Beveren                 | Herpoel Mirvić, Smoje, Laybutt, Håkonsen Cooreman, Verschuere (66' Mamouni), Vrancken, Boussoufa Jbari (83' De Beule), Diop                             | 81' Jbari 90' Håkonsen 90' Vrancken                    |
| 19 februari 2005 20:00 Jules Ottenstadion Gent                 | Smoje (pen.) 11'                                                   | 1-0                 |                             | Herpoel Mirvić, Smoje, Laybutt, Håkonsen Cooreman, Verschuere (66' Mamouni), Vrancken, Boussoufa Jbari (83' De Beule), Diop                             | 81' Jbari 90' Håkonsen 90' Vrancken                    |
| 8 maart 2005 20:30 Jules Ottenstadion Gent                     | KAA Gent                                                           | 1-0                 | Excelsior Moeskroen         | Herpoel Cooreman, Mirvić, Smoje, Laybutt De Beule (86' Håkonsen), Vrancken, Mamouni, Boussoufa Jbari, Matthys (86' Diop)                                | 52' Mamouni                                            |
| 8 maart 2005 20:30 Jules Ottenstadion Gent                     | Smoje (pen.) 77'                                                   | 1-0                 |                             | Herpoel Cooreman, Mirvić, Smoje, Laybutt De Beule (86' Håkonsen), Vrancken, Mamouni, Boussoufa Jbari, Matthys (86' Diop)                                | 52' Mamouni                                            |
| 12 maart 2005 20:00 Albertparkstadion Oostende                 | KV Oostende                                                        | 1-2                 | KAA Gent                    | Herpoel Mirvić, Smoje, Laybutt, Håkonsen De Beule, Cooreman, Vrancken, Boussoufa Jbari, Matthys (68' Lukunku)                                           | 18' Smoje                                              |
| 12 maart 2005 20:00 Albertparkstadion Oostende                 | Landuyt 5'                                                         | 1-0 1-1 1-2         | 42' Vrancken 78' Jbari      | Herpoel Mirvić, Smoje, Laybutt, Håkonsen De Beule, Cooreman, Vrancken, Boussoufa Jbari, Matthys (68' Lukunku)                                           | 18' Smoje                                              |
| 19 maart 2005 20:00 Jules Ottenstadion Gent                    | KAA Gent                                                           | 1-0                 | Lierse SK                   | Herpoel Mirvić, Smoje, Laybutt, Håkonsen De Beule (85' Mamouni), Vrancken, Verschuere, Boussoufa Jbari, Diop (72' Matthys)                              |                                                        |
| 19 maart 2005 20:00 Jules Ottenstadion Gent                    | Jbari 67'                                                          | 1-0                 |                             | Herpoel Mirvić, Smoje, Laybutt, Håkonsen De Beule (85' Mamouni), Vrancken, Verschuere, Boussoufa Jbari, Diop (72' Matthys)                              |                                                        |
| 2 april 2005 20:00 Stade du Pays de Charleroi Charleroi        | Sporting Charleroi                                                 | 3-2                 | KAA Gent                    | Runje Mirvić, Smoje, Laybutt, Håkonsen (53' Verschuere) De Beule (75' Martens), Mamouni, Vrancken, Boussoufa Jbari, Diop (62' Lukunku)                  | 33' Diop                                               |
| 2 april 2005 20:00 Stade du Pays de Charleroi Charleroi        | Akgül 7' Orlando 55' Orlando 60'                                   | 1-0 1-1 2-1 3-1 3-2 | 50' De Beule 87' Martens    | Runje Mirvić, Smoje, Laybutt, Håkonsen (53' Verschuere) De Beule (75' Martens), Mamouni, Vrancken, Boussoufa Jbari, Diop (62' Lukunku)                  | 33' Diop                                               |
| 9 april 2005 20:00 Jules Ottenstadion Gent                     | KAA Gent                                                           | 1-2                 | Cercle Brugge               | Runje Mirvić, Smoje, De Brul (69' Mamouni), Laybutt De Beule, Vrancken, Verschuere, Boussoufa Martens (54' Matthys), Jbari                              | 70' Laybutt                                            |
| 9 april 2005 20:00 Jules Ottenstadion Gent                     | Viane (own) 50'                                                    | 0-1 1-1 1-2         | 11' Dekelver 62' Pivaljević | Runje Mirvić, Smoje, De Brul (69' Mamouni), Laybutt De Beule, Vrancken, Verschuere, Boussoufa Martens (54' Matthys), Jbari                              | 70' Laybutt                                            |
| 16 april 2005 20:00 Edmond Machtensstadion Sint-Jans-Molenbeek | FC Brussels                                                        | 1-1                 | KAA Gent                    | Herpoel Mirvić, Smoje (58' Diop), Laybutt, Kurtulus Vrancken, Verschuere (75' P. Buysens), Mamouni De Beule, Jbari, Boussoufa                           | 70' Laybutt                                            |
| 16 april 2005 20:00 Edmond Machtensstadion Sint-Jans-Molenbeek | De Camargo 6'                                                      | 1-0 1-1             | 35' De Beule                | Herpoel Mirvić, Smoje (58' Diop), Laybutt, Kurtulus Vrancken, Verschuere (75' P. Buysens), Mamouni De Beule, Jbari, Boussoufa                           | 70' Laybutt                                            |
| 23 april 2005 20:00 Jules Ottenstadion Gent                    | KAA Gent                                                           | 0-1                 | KRC Genk                    | Herpoel Mirvić, Smoje, Laybutt, Kurtulus (92' Diop) De Beule (71' Matthys), Vrancken, Verschuere (71' Cooreman), Mamouni Jbari, Boussoufa               | 56' Mamouni 62' Vrancken 64' Kurtulus                  |
| 23 april 2005 20:00 Jules Ottenstadion Gent                    |                                                                    | 0-1                 | 61' Vandenbergh             | Herpoel Mirvić, Smoje, Laybutt, Kurtulus (92' Diop) De Beule (71' Matthys), Vrancken, Verschuere (71' Cooreman), Mamouni Jbari, Boussoufa               | 56' Mamouni 62' Vrancken 64' Kurtulus                  |
| 30 april 2005 20:00 Daknamstadion Lokeren                      | KSC Lokeren                                                        | 0-1                 | KAA Gent                    | Herpoel Mirvić, Smoje, Laybutt, Håkonsen (89' De Brul) Cooreman (79' Kurtulus), Vrancken, Mamouni, Boussoufa De Beule (87' Matthys), Jbari              | 69' Cooreman                                           |
| 30 april 2005 20:00 Daknamstadion Lokeren                      |                                                                    | 0-1                 | 88' Smoje                   | Herpoel Mirvić, Smoje, Laybutt, Håkonsen (89' De Brul) Cooreman (79' Kurtulus), Vrancken, Mamouni, Boussoufa De Beule (87' Matthys), Jbari              | 69' Cooreman                                           |
| 7 mei 2005 20:00 Jules Ottenstadion Gent                       | KAA Gent                                                           | 2-1                 | La Louvière                 | Herpoel Mirvić, Smoje, Laybutt Kurtulus (17' Matthys), De Beule, Vrancken, Mamouni, Håkonsen Jbari (80' Diop), Boussoufa                                | 69' Mirvić                                             |
| 7 mei 2005 20:00 Jules Ottenstadion Gent                       | Boussoufa 36' De Beule 79'                                         | 0-1 1-1 2-1         | 3' Van Handenhoven          | Herpoel Mirvić, Smoje, Laybutt Kurtulus (17' Matthys), De Beule, Vrancken, Mamouni, Håkonsen Jbari (80' Diop), Boussoufa                                | 69' Mirvić                                             |
| 15 mei 2005 15:00 Maurice Dufrasnestadion Luik                 | Standard Luik                                                      | 3-0                 | KAA Gent                    | Herpoel Mirvić, Smoje, Laybutt, Lombaerts (66' De Brul), Håkonsen De Beule, Vrancken, Mamouni Jbari (67' Diop), Boussoufa                               | 30' Boussoufa 45' Håkonsen                             |
| 15 mei 2005 15:00 Maurice Dufrasnestadion Luik                 | Smoje (own) 58' Roussel 65' Conceiçao (pen.) 90'                   | 1-0 2-0 3-0         |                             | Herpoel Mirvić, Smoje, Laybutt, Lombaerts (66' De Brul), Håkonsen De Beule, Vrancken, Mamouni Jbari (67' Diop), Boussoufa                               | 30' Boussoufa 45' Håkonsen                             |
| 21 mei 2005 20:00 Jules Ottenstadion Gent                      | KAA Gent                                                           | 1-0                 | KVC Westerlo                | Herpoel Mirvić, Smoje, De Brul, Lombaerts, Håkonsen Verschuere (79' L. Buysens), Vrancken, Mamouni Jbari (89' De Coninck), Matthys (79' Diop)           | 87' L. Buysens                                         |
| 21 mei 2005 20:00 Jules Ottenstadion Gent                      | Jbari 13'                                                          | 1-0                 |                             | Herpoel Mirvić, Smoje, De Brul, Lombaerts, Håkonsen Verschuere (79' L. Buysens), Vrancken, Mamouni Jbari (89' De Coninck), Matthys (79' Diop)           | 87' L. Buysens                                         |

### Overzicht
| Speeldag  | 1 | 2 | 3 | 4 | 5 | 6  | 7  | 8  | 9  | 10 | 11 | 12 | 13 | 14 | 15 | 16 | 17 | 18 | 19 | 20 | 21 | 22 | 23 | 24 | 25 | 26 | 27 | 28 | 29 | 30 | 31 | 32 | 33 | 34 |
| --------- | - | - | - | - | - | -- | -- | -- | -- | -- | -- | -- | -- | -- | -- | -- | -- | -- | -- | -- | -- | -- | -- | -- | -- | -- | -- | -- | -- | -- | -- | -- | -- | -- |
| Resultaat | w | v | w | v | w | w  | w  | w  | v  | w  | v  | w  | g  | w  | w  | g  | v  | g  | v  | v  | g  | w  | w  | w  | w  | w  | v  | v  | g  | v  | w  | w  | v  | w  |
| Punten    | 3 | 3 | 6 | 6 | 9 | 12 | 15 | 18 | 18 | 21 | 21 | 24 | 25 | 28 | 31 | 32 | 32 | 33 | 33 | 33 | 34 | 37 | 40 | 43 | 46 | 49 | 49 | 49 | 50 | 50 | 53 | 56 | 56 | 59 |
| Positie   | 1 | 7 | 6 | 7 | 6 | 4  | 3  | 3  | 3  | 3  | 3  | 3  | 3  | 3  | 3  | 3  | 4  | 5  | 6  | 7  | 7  | 6  | 6  | 5  | 5  | 5  | 5  | 6  | 6  | 6  | 6  | 6  | 6  | 6  |

Noot: deze rangschikking houdt vanaf speeldag 1 rekening met de drie punten uit de wedstrijd Gent-Beerschot, die echter pas in de loop van het seizoen toegekend werden.

### Klassement
|         |    |                    | P  | W  | G  | V  | +  | -  | DS  | Ptn |
| ------- | -- | ------------------ | -- | -- | -- | -- | -- | -- | --- | --- |
| K (CL)  | 1  | Club Brugge        | 34 | 24 | 7  | 3  | 83 | 25 | +58 | 79  |
| (CL)    | 2  | Anderlecht         | 34 | 23 | 7  | 4  | 75 | 34 | +41 | 76  |
| (UEFA)  | 3  | Genk               | 34 | 21 | 7  | 6  | 59 | 37 | +22 | 70  |
|         | 4  | Standard           | 34 | 21 | 7  | 6  | 64 | 30 | +34 | 70  |
|         | 5  | Charleroi          | 34 | 19 | 7  | 8  | 47 | 34 | +13 | 64  |
|         | 6  | KAA Gent           | 34 | 18 | 5  | 11 | 46 | 36 | +10 | 59  |
|         | 7  | La Louvière        | 34 | 12 | 8  | 14 | 43 | 43 | +0  | 44  |
|         | 8  | Lokeren            | 34 | 11 | 11 | 12 | 36 | 38 | −2  | 44  |
| (beker) | 9  | Germinal Beerschot | 34 | 12 | 6  | 16 | 36 | 45 | −9  | 42  |
|         | 10 | Lierse             | 34 | 12 | 5  | 17 | 57 | 60 | −3  | 41  |
|         | 11 | Cercle Brugge      | 34 | 12 | 5  | 17 | 45 | 74 | −29 | 41  |
|         | 12 | Westerlo           | 34 | 11 | 6  | 17 | 34 | 54 | −20 | 39  |
|         | 13 | Moeskroen          | 34 | 10 | 6  | 18 | 40 | 43 | −3  | 36  |
|         | 14 | Sint-Truiden       | 34 | 10 | 6  | 18 | 40 | 58 | −18 | 36  |
|         | 15 | Brussels           | 34 | 10 | 3  | 21 | 32 | 60 | −28 | 33  |
|         | 16 | Beveren            | 34 | 8  | 8  | 18 | 43 | 59 | −16 | 32  |
| D       | 17 | Oostende           | 34 | 6  | 9  | 19 | 31 | 62 | −31 | 27  |
| D       | 18 | Mons               | 34 | 7  | 5  | 22 | 39 | 58 | −19 | 26  |

P: wedstrijden gespeeld, W: wedstrijden gewonnen, G: gelijke spelen, V: wedstrijden verloren, +: gescoorde doelpunten, -: doelpunten tegen, DS: doelsaldo, Ptn: totaal punten
K: kampioen, D: degradeert, (beker): bekerwinnaar, (CL): geplaatst voor Champions League, (UEFA): geplaatst voor UEFA-beker

## Beker van België
| Beker van België                               |                                    |             |                | |                           |
| Wedstrijddetails                               | Thuisploeg                         | Uitslag     | Uitploeg       | Opstelling | Kaarten                   |
| 1/16 finales                                   |                                    |             |                | |                           |
| 21 november 2004 14:00 Jules Ottenstadion Gent | KAA Gent                           | 2-1         | FC Brussels    | Herpoel De Brul, Laybutt, Lombaerts Cooreman, Vrancken, Verschuere, Mamouni, Boussoufa Jbari (112' P. Buysens), Matthys (75' Jaraković)      | Cooreman                  |
| 21 november 2004 14:00 Jules Ottenstadion Gent | Vrancken 84' Jbari 112'            | 0-1 1-1 2-1 | 66' Makasi     | Herpoel De Brul, Laybutt, Lombaerts Cooreman, Vrancken, Verschuere, Mamouni, Boussoufa Jbari (112' P. Buysens), Matthys (75' Jaraković)      | Cooreman                  |
| 1/8 finales                                    |                                    |             |                | |                           |
| 19 januari 2005 20:00 Le Canonnier Moeskroen   | Excelsior Moeskroen                | 0-1         | KAA Gent       | Herpoel Mirvić, Smoje, Laybutt De Beule, Cooreman, Verschuere, Mamouni, Vrancken Jbari (88' Matthys), Boussoufa                              | 31' Smoje 57' Boussoufa   |
| 19 januari 2005 20:00 Le Canonnier Moeskroen   |                                    | 0-1         | 26' Cooreman   | Herpoel Mirvić, Smoje, Laybutt De Beule, Cooreman, Verschuere, Mamouni, Vrancken Jbari (88' Matthys), Boussoufa                              | 31' Smoje 57' Boussoufa   |
| 1/4 finales                                    |                                    |             |                | |                           |
| 2 februari 2005 20:30 Daknamstadion Lokeren    | KSC Lokeren                        | 2-1         | KAA Gent       | Herpoel Mirvić, Smoje, Laybutt, Håkonsen De Beule (74' Matthys), Cooreman, Mamouni, Vrancken Jbari, Boussoufa (90' Lukunku)                  | 16' Håkonsen 43' Vrancken |
| 2 februari 2005 20:30 Daknamstadion Lokeren    | Tailson 37' Kristinsson (pen.) 73' | 0-1 1-1 2-1 | 30' De Beule   | Herpoel Mirvić, Smoje, Laybutt, Håkonsen De Beule (74' Matthys), Cooreman, Mamouni, Vrancken Jbari, Boussoufa (90' Lukunku)                  | 16' Håkonsen 43' Vrancken |
| 16 maart 2005 20:30 Jules Ottenstadion Gent    | KAA Gent                           | 0-1         | KSC Lokeren    | Herpoel Mirvić, Smoje, De Brul (86' Håkonsen), Laybutt De Beule, Cooreman (24' Matthys), Mamouni (46' Verschuere), Vrancken Jbari, Boussoufa | Vrancken                  |
| 16 maart 2005 20:30 Jules Ottenstadion Gent    |                                    | 0-1         | 7' Kristinsson | Herpoel Mirvić, Smoje, De Brul (86' Håkonsen), Laybutt De Beule, Cooreman (24' Matthys), Mamouni (46' Verschuere), Vrancken Jbari, Boussoufa | Vrancken                  |

## Europees

### Voorrondes
| Intertoto Cup                              |                                   |             |                        | |                                               |
| Wedstrijddetails                           | Thuisploeg                        | Uitslag     | Uitploeg               | Opstelling | Kaarten                                       |
| Eerste voorronde                           |                                   |             |                        | |                                               |
| 20 juni 2004 15:00 Jules Ottenstadion Gent | KAA Gent                          | 2-1         | Fylkir Reykjavík       | Herpoel Goossens, Van Hoyweghen, Peeters, Oussalah Verschuere, Adjaoud, Jaraković (61' Constancia), Ribus Martens, Cavens                                                                                                | 30' Van Hoyweghen 49' Adjaoud                 |
| 20 juni 2004 15:00 Jules Ottenstadion Gent | Ribus (pen.) 66' Ribus (pen.) 90' | 1-0 1-1 2-1 | 74' Kolbeinsson (pen.) | Herpoel Goossens, Van Hoyweghen, Peeters, Oussalah Verschuere, Adjaoud, Jaraković (61' Constancia), Ribus Martens, Cavens                                                                                                | 30' Van Hoyweghen 49' Adjaoud                 |
| 26 juni 2004 16:00 Fylkisvöllur Reykjavik  | Fylkir Reykjavík                  | 0-1         | KAA Gent               | Herpoel Ndikumana, Goossens, Van Hoyweghen, Peeters, Oussalah (79' Constancia) Verschuere, Adjaoud, Ribus Martens, Cavens (90' Jaraković)                                                                                |                                               |
| 26 juni 2004 16:00 Fylkisvöllur Reykjavik  |                                   | 0-1         | 26' Martens            | Herpoel Ndikumana, Goossens, Van Hoyweghen, Peeters, Oussalah (79' Constancia) Verschuere, Adjaoud, Ribus Martens, Cavens (90' Jaraković)                                                                                |                                               |
| Tweede voorronde                           |                                   |             |                        | |                                               |
| 3 juli 2004 18:00 Gradski Stadion Skopje   | FK Vardar                         | 1-0         | KAA Gent               | Herpoel Peeters, Van Hoyweghen, Laybutt Cooreman, Verschuere (82' Mehmedović), Vrancken, Adjaoud, Ribus Martens, Jbari                                                                                                   |                                               |
| 3 juli 2004 18:00 Gradski Stadion Skopje   | Dos Santos 90'                    | 1-0         |                        | Herpoel Peeters, Van Hoyweghen, Laybutt Cooreman, Verschuere (82' Mehmedović), Vrancken, Adjaoud, Ribus Martens, Jbari                                                                                                   |                                               |
| 10 juli 2004 20:00 Jules Ottenstadion Gent | KAA Gent                          | 1-0 (3-4)   | FK Vardar              | Herpoel Peeters, Van Hoyweghen, Laybutt Vrancken (87' Jaraković), Cooreman (74' Ribus), Verschuere (87' Mehmedović), Mamouni, De Coninck Martens, Jbari Strafschoppen Mamouni , Ribus , Herpoel , De Coninck , Jaraković | 41' Jbari 52' Laybutt 102' Peeters 111' Ribus |
| 10 juli 2004 20:00 Jules Ottenstadion Gent | Djosevski (own) 89'               | 1-0         |                        | Herpoel Peeters, Van Hoyweghen, Laybutt Vrancken (87' Jaraković), Cooreman (74' Ribus), Verschuere (87' Mehmedović), Mamouni, De Coninck Martens, Jbari Strafschoppen Mamouni , Ribus , Herpoel , De Coninck , Jaraković | 41' Jbari 52' Laybutt 102' Peeters 111' Ribus |